# Bathoxiphus inexpectatus
Bathoxiphus inexpectatus är en blötdjursart som beskrevs av Victor Scarabino 1995. Bathoxiphus inexpectatus ingår i släktet Bathoxiphus och familjen Entalinidae. Inga underarter finns listade i Catalogue of Life.